# Talmai
Talmai (em hebraico: תלמי, "sulcado" ou "franzido") é um nome na Bíblia que se refere a alguns personagens menores. Sua versão em aramaico estava ligada ao grego Ptolomeu e, posteriormente, ao italiano Bartolomeo, ao português Bartolomeu, etc.

## Talmai e seus irmãos, os Nefilins
Talmai, Aimã e Sesai eram nefilins, três filhos gigantes de Anaque, o qual Calebe e os espiões viram no Monte Hebrom quando eles entraram para explorar a terra. Eles foram posteriormente expulsos e mortos.

## Talmai, pai de Maacá
Rei de Gesur, filho de Amiúde. Sua filha Maacá (em hebraico: מַעֲכָה) era uma esposa do rei Davi de Israel, mãe de Tamar e Absalão. Depois de matar Amnon (por ter estuprado Tamar), Absalão fugiu para Talmai, em Gesur, por três anos.